# Неклюдов, Леонтий Яковлевич
Леонтий Яковлевич Неклюдов (1748—1839) — генерал-майор, герой Измаильского штурма.

## Биография
Происходил из дворян Ярославской губернии и родился в слободе Задах в городе Ростове близ Крестовского погоста в 1748 г.
В 1766 г. Неклюдов поступил в военную службу в Азовский пехотный полк, где и проходил постепенно всю строевую школу с нижних чинов. Полк этот стоял в то время в Переяславле-Залесском и, когда началась русско-турецкая война, выступил в поход и принял деятельное участие во многих сражениях. Неклюдов в чине сержанта находился при взятии Хотина и за отличие был произведён в прапорщики.
В 1770 г. под предводительством Румянцева-Задунайского он сражался при Рябой Могиле на берегах Прута, участвовал в разбитии татарского хана и взятии его лагеря, в битвах под Кагулом, Журжей, Браиловым.
В 1771 г. был послан с частью войск на разведку за Дунай и находился с егерями в целом ряде сражений под Турной при местечке Рымник под Бухарестом. При местечке Арагве на Дунае он выдержал упорное столкновение с неприятелем, а 9 июля удачно выполнил под выстрелами неприятеля данное ему поручение сломать Колычанский мост на реке Артыше. Кроме того, в том же году он участвовал в сражении при Салгаре, где ему пришлось прорубаться сквозь неприятельские ряды, причём был ранен дротиком в бок.
В 1772 г. Неклюдов был произведён в подпоручики, а в следующем — в поручики. В этом году он перешёл на службу в кавалерию и отличился в сражениях под Козлуджи, причем обратил на себя внимание графа Каменского, который дал ему в командование отряд арнаутов и казаков.
6 июля 1774 г. Неклюдов, находясь в отряде венгерских эскадронов, принимал участие в столкновениях с неприятелем при Канарже, а 9 мая — в бою при занятии местечка Козлища и взятии всего неприятельского лагеря.
В 1777 г. он в составе Сумского гусарского полка участвовал в усмирении крымских татар; а в следующем году в чине майора принял участие в осаде и взятии крепости Очакова, где за отличие был награждён орденом Св. Владимира 4-й степени. В 1789 г. он находился при взятии крепостей Аккермана и Бендер.

11 декабря 1790 г. была взята крепость Измаил; Неклюдов выказал в этом деле особенную неустрашимость и отвагу, но был тяжело ранен пулями и кинжалом в ноги и руку и пикой в грудь. В жалованной грамоте Неклюдову за оказанные им подвиги говорится: 
Находясь в колонне, предводимой генерал-майором Лассием и быв впереди с стрелками, первый бросился в ров, взошел без лестниц на бастион, овладел на оном неприятельскими пушками и получил тут многие тяжёлые раны.
 Мужество Неклюдова и его оригинальный решительный характер сделали имя его широко известным в армии.
Целый год после этого он лечился от ран и в 1792 г. приехал в Санкт-Петербург, где о его подвигах было доложено императрице Екатерине II, которая 26 ноября пожаловала ему орден Св. Георгия 4-й степени (№ 950 по кавалерскому списку Григоровича — Степанова) и 200 душ крестьян, причём он был произведён в подполковники и назначен комендантом в город Рогачёв.
В 1806 г. Неклюдов служил в земском ополчении, нося звание тысячника, в 1807 г. служил в подвижном земском войске по пятой области. 25 марта 1820 года был награждён орденом Св. Анны 2-й степени.
В 1831 году Неклюдов приехал в Санкт-Петербург и вновь поступил на службу с производством 3 ноября этого года в генерал-майоры и с назначением членом Московской провиантской комиссии. Николай I писал об этом назначении Паскевичу: «Вчера 84-летний известный храбрый старик Неклюдов просил меня принять его паки в службу! я потешил старика и он разгуливает в эполетах — счастлив, как ребенок».
Неклюдов умер в Москве 8 апреля 1839 года. Похоронен на кладбище Донского монастыря рядом с женой Натальей Карловной (1775—02.08.1831).